# 普里科洛特內
50°9′30″N 37°20′8″E / 50.15833°N 37.33556°E
普里科洛特內（烏克蘭語：Приколотне），或按俄语译为普里科洛特诺耶，是位於烏克蘭東部的市級鎮，由哈爾科夫州庫皮揚斯克區的維利胡瓦特卡市鎮負責管轄。該鎮面積3.18平方公里，海拔高度217米，2001年人口2,579，該市級鎮人口密度每平方公里811.01人。